# Gyűrűfaj
A biológiában, illetve a rendszertanban a fajok elkülönítésének egyik jellemző példája a gyűrűfajok esete. Gyűrűfajról akkor beszélünk, ha két reprodukciós izolációban lévő populációt egymással szaporodni képes köztes populációk sora kapcsolja össze. A probléma lényege, hogy a teljes gyűrűt egy fajként kezeljük-e (annak ellenére, hogy nem minden populáció egyedei képesek szaporodni egymással), vagy inkább külön-külön fajoknak tekintjük-e az egyes populációkat (annak ellenére, hogy a szomszédos populációk képesek szaporodni egymással).
A gyűrűfajok példáján keresztül bepillantást nyerhetünk a fajképződés folyamataiba, s megfigyelhetjük, hogyan vezetnek apró változások fajszintű különbségekhez.
A gyűrűfajok létrejöttéhez olyan földrajzi feltételek szükségesek, melyek lehetővé teszik, hogy egy faj egy olyan földrajzi akadályt megkerülve terjedjen, melynek környéke folyamatosan biztosítja a megfelelő élőhelyet. A kiterjedés sebességének elég lassúnak kell lennie ahhoz, hogy a populációk találkozása előtt szaporodást megakadályozó különbségek jöhessenek létre.

## Példák
A nyugat- és a kelet-szibériai zöld füzike (Phylloscopus trochiloides viridanus és plumbeitarsus) élőhelyei átfedik egymást, azonban egymás között nem szaporodnak. A két populációt a Tibeti-fennsíkot körülölelő, jegyeikben folyamatos változást mutató populációk sora köti össze, melyek között megfigyelhető a génáramlás. A zöld füzikék eredetileg jelenlegi elterjedési területük déli részéről származnak, s két útvonalon terjeszkedtek északi irányba. Útja során mindkét populáció változáson ment keresztül, s mire a két útvonal Közép-Szibériában találkozott, a különbségek elérték azt a mértéket, hogy szaporodás nem jön létre köztük.
A kaliforniai Központi-völgy környékén élő Enschscholtz-szalamandra (Ensatina eschscholtzii) esetében is megfigyelhető hasonló jelenség. Az Ensatina szalamandrák két, színben meglehetősen különböző csoportja él közös élőhelyen Dél-Kaliforniában, köztük ritka a kereszteződés. A két populációt észak felé a Központi-völgyet körülvéve színben és mintázatban fokozatos átmenetet képviselő populációk kötik össze.